# Атріди
Атріди (грец. Ατρείδες) — династія, яку започаткували Агамемнон і Менелай, сини мікенського владаря Атрея, який був сином Пелопа й Гіпподамії. Молодша гілка династії Танталідів.
Найвідомішими матеріальними пам'ятками доби Атридів є Левові ворота, Скарбниця Атрея в Мікенах та золота поховальна маска, так звана, Маска Агамемнона, знайдена там само.

## Родовід Атрідів
- Тантал
  -  Пелоп
    -  Атрей
      -  Агамемнон
        -  Орест
          -  Тісамен..
            -  Комет
            -  Телліс
            -  Леонтоменес
            -  Спартон
            -  Дайменес

          -  Пенфіл
            -  Пенфіліди

        -  Іфігенія
        -  Іфіанасса
        -  Електра
        -  Лаодіка
        -  Хрісотеміда
        -  Хріс
        -  Теледам
        -  Пелоп

      -  Менелай
        -  Герміона

      -  Анаксібія
      -  Астіоха
      -  Сіндрагора

    -  багато дітей

  -  Бротей
  -  Ніоба
    -  Ніобіди

  -  Даскіл
    -  Лік
      -  Даскіл